# Crotalaria quarrei
Crotalaria quarrei är en ärtväxtart som beskrevs av Baker f.. Crotalaria quarrei ingår i släktet sunnhampor, och familjen ärtväxter. Inga underarter finns listade i Catalogue of Life.